# Музыка Омана
На музыку Омана сильно повлияло прибрежное положение страны, благодаря которому оманские моряки могли тесно контактировать с жителями Египта, Танзании и других стран и перенимать оттуда музыку.
Свой след оставили и португальцы, под властью которых страна находилась в XVI—XVII веках. Сильное влияние на музыку Омана оказывают соседние страны (ОАЭ, Саудовская Аравия, Йемен). В отличие от музыки других арабских стран, в оманской музыке большую роль играет ритм.
Традиционная музыка исполняется во время всех важнейших событий в жизни оманца. Она сопровождает рождение, обрезание, свадьбу и смерть. В отличие от многих других арабских стран, музыку в Омане исполняют и мужчины, и женщины всех возрастов.
Музыкальные и танцевальные формы Лива и Фанн ат Танбура исполняются в основном в сообществах потомков банту из региона Великих Африканских озёр.
Сотрудники Оманского центра традиционной музыки утверждают, что арабская музыка в Омане характеризуется «тетрахордами с типичными для арабской музыки интервалами, включая трехчетвертитоновые, взятые из макама».
Одним из самых известных музыкантов Омана является Салим Рашид Сури, «поющий моряк», певец и актер XX века из Сура, который комбинировал музыкальные традиции северной части Персидского залива и стран Индийского океана.
Также существует небольшая андеграундная метал-сцена. К ней относятся такие группы, как Arabia и Belos.